# Yolande Ardissone
Pour les articles homonymes, voir Ardissone.
Yolande Ardissone, née le 6 juin 1927 à Bueil (Eure) et morte le 28 décembre 2024 à Saint-Pierre-lès-Nemours, est une artiste peintre française.

## Biographie
Yolande Ardissone est née le 6 juin 1927 à Bueil (Eure) d'un père italien et d'une mère russe. Elle commence ses études à l'École supérieure des arts appliqués Duperré à Paris en 1944. Pour se former aux techniques du dessin et de la peinture, elle fréquente l'Académie de la Grande Chaumière et les cours du soir de la ville de Paris, où elle pratique le croquis de nu. Dessinatrice sûre et rapide, sa maîtrise s'affirmeront dans ses carnets de voyages. Yolande Ardissone gagne sa vie en décorant des broches, des abat-jour. Elle poursuit ses études à l'École nationale supérieure des beaux-arts, dans l'atelier Nicolas Untersteller.
Elle voyage en Italie en 1949 et y rencontre son futur mari, le peintre Jaques Eitel. Cette même année, elle expose pour la première fois ses œuvres au Salon des artistes français et en devient membre. Les deux artistes ont une fille en 1952 qui deviendra une artiste peintre connue sous le nom de Florence Arven. Yolande Ardissone est découverte par Wally Findlay en 1957. Le marchand d'art américain lui organise de nombreuses expositions dans ses galeries de New York, Beverly Hills et Palm Beach, assurant son succès aux États-Unis pour de nombreuses années. L'artiste a effectué de nombreux voyages en Asie, en Italie et en Grèce. Elle séjourne et travaille à Venise en 1960. Elle ramène de chacun de ses voyages des vues originales et colorées. Mais les sujets favoris de Yolande Ardissone sont les paysages et marines de Bretagne.

## Récompenses
- Salon des artistes français, mention honorable, 1949.
- Prix de la ville de Fontainebleau, 1967.
- Médaille d'argent de la ville de Paris.

## Expositions particulières
- Galerie Framond en 1957, 1959, 1961 et 1966.
- Galerie Moyon-Avenart, Nantes, 1970.
- Galerie Makovski, Francfort, 1955.
- Galerie Burrell, New York, 1963.
- Wally Findlay Gallery, New York, 1966, 1968, 1975 et 1977.
- Wally Findlay Gallery, Beverly Hills, 1976 et 1978.
- Wally Findlay Gallery, Palm Beach, 1962 et 1978.
- Wally Findlay Gallery, Chicago, 1962, 1971,1974, 1976, 1977 et 1978.
- Wally Findlay Gallery, Paris, 1973 et 1975.
- Galerie Artenoo, Paris, 2006 et 2007.

## Salons
- Salon d'automne.
- Salon des artistes français.
- Salon de la jeune peinture.
- Salon de la Société nationale des beaux-arts.
- Salon des indépendants.
- Salon de la Marine.
- Salon du dessin et de la peinture à l'eau.
- Salon Comparaisons.
- Les peintres témoins de leur temps.
- Prix Greenshields.
- Société des amateurs d'art.

## Collections publiques
- Musée d'Art moderne de la ville de Paris.
- Musée du Domaine départemental de Sceaux.
- Paris, musée national de la Marine.
- Musée de Saint-Cyprien.
- Musée de Saint-Maur.

## Citations
« Il y a ceux qui éventrent la nature pour l'obliger à livrer son secret, et qui étalent ses viscères sur la toile; ceux qui cherchent désespérément l'élément fondamental de l'univers, le premier principe matériel qui explique tout le reste; ceux qui entrent en conflit armé avec la lumière divine qui volatilise leurs œuvres ; enfin ceux qui aiment, et qui trouvent la grâce en rendant au créateur de toutes choses: leur peinture est une louange, elle ne sépare pas ce que Dieu a uni, à savoir la couleur et le dessin. Parmi eux, Ardissone. »

— André Frossard (1915-1995), Membre de l'Académie française
in Ardissonne, Éditions Terre des peintres, 1988, p. 3.

« Le caractère contrasté de la Bretagne se reflète dans ses ciels tout comme dans ses chants. Ceux-ci résonnent tantôt comme des mélopées, tantôt comme des hymnes à la joie rythmés pas des danses endiablées. De même, la peinture reflète-t-elle des ciels parcourus de sombres nuages surplombant des landes arides ou de vénérables pierres grises, tantôt des paysages riants baignés de soleil. »

— Christian Bonnet, sénateur-maire de Carnac, ancien ministre
in Ardissonne, Éditions Terre des peintres, 1988